# Tsimshian de la côte
Le tsimshian de la côte ou sm’algya̱x est une langue tsimshianique parlée au Canada, dans la basse vallée de la Skeena et le long des côtes proches, ainsi que dans quelques îles, en Colombie-Britannique et dans le Sud de l'Alaska à New Metlakatla, sur l'île d'Annette, par 800 personnes.

## Écriture
| a  | a̱   | aa | b   | d   | dz | e  | ee | g  | gw | gy | g̱ | h  | i | ii | k  | k’ |
| kw | k’w | ky | k’y | ḵ   | ḵ’ | l  | ’l | ɬ  | m  | ’m | n | ’n | o | oo | p  | p’ |
| s  | t   | t’ | ts  | ts’ | u  | uu | ü  | üü | w  | ’w | ẅ | ’ẅ | x | y  | ’y | ’  |